# Arno Rauscher

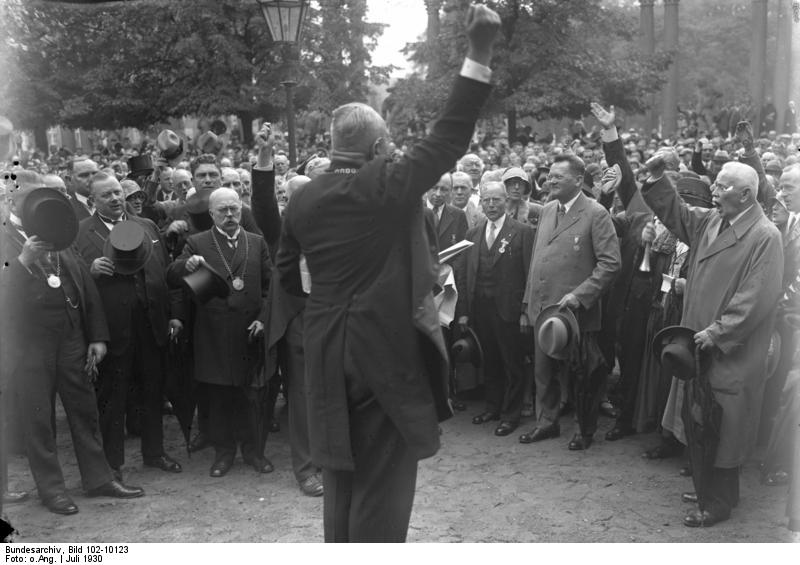
Kundgebung der Steubengesellschaft in Potsdam (1930)

Arno Rauscher (* 17. Juli 1874; † 15. Mai 1950) war ein preußischer Verwaltungsjurist, Staatsrat und Oberbürgermeister von Potsdam.

## Leben

### Politisches Wirken
Rauscher war Mitglied der Deutschnationalen Volkspartei (DNVP). Im November 1913 wurde er zum Zweiten Bürgermeister von Potsdam gewählt.
Von April 1924 bis März 1934 war Rauscher Oberbürgermeister der Stadt Potsdam. Sein Vorgänger im Amt war Kurt Vosberg, der 1906 ins Amt gewählt worden war. Vosberg trat aus gesellschaftlichen Gründen als Oberbürgermeister zurück, da er sich scheiden ließ. Nach damaliger Auffassung schadete eine Scheidung der Glaubwürdigkeit. Rauscher hatte sich vor der Wahl zum OB einen Namen als Vorsitzender des Potsdamer Kunstvereins und als Initiator des Potsdamer Kunstsommers (1924–1927) gemacht.
Am 8. November 1927 legte Rauscher, "ein nicht zu übersehender Mann von annähernd zwei Metern Größe und „barockem Körperumfang“, den Grundstein für ein Wald-Potsdam als „Wohnstatt für Wohlhabende, Bürgertum und Mittelstand“.
Anlässlich einer Besichtigung Hindenburgs von Sanssouci und des anschließenden Festaktes in Potsdam am 21. März 1933, an dem Adolf Hitler als neuer Reichskanzler teilnahm, soll Rauscher gesagt haben: „Wir Potsdamer haben an der Wiege des neuen Deutschland Pate gestanden“. Nach der "Machtergreifung" lobte er Hitler, machte ihn sowie Hindenburg zum Ehrenbürger und führte den Hitler-Gruß in der Verwaltung ein. Später wurde er durch den Nationalsozialisten Hans Friedrichs aus dem Amt gedrängt. Ebenso wurden mehrere Städträte durch NSDAP-Mitglieder ersetzt. Rauschers Amtszeit wäre erst regulär im Jahr 1936 zu Ende gewesen. Seit Sommer 1933 arbeitete unter anderem Friedrichs auf die Ablösung Rauschers hin, da dieser, nach anfänglicher hoffnungsvollem Blick, dem Regime nun nicht mehr vorbehaltslos ergeben war. Nachdem er vom Regierungspräsidenten Ernst Fromm bereits um die Jahreswende 1933/34 zum Rücktritt gedrängt worden war, trat er am 9. Januar 1934 einen „längeren Urlaub“ an und wurde am 1. März 1934 in den Ruhestand versetzt.
Grundsätzlich stand er der Weimarer Republik ablehnend entgegen. Als Widerpart des preußischen Innenministers Carl  Severing (SPD) im Flaggenstreit und als erfahrener Verwaltungsjurist genoss er zwar hohes Ansehen, verfügte aber nicht als ehemaliges Mitglied der im Juli 1933 aufgelösten DNVP über das richtige Parteibuch, um dauerhaft im Amt bleiben zu können. Ausschlaggebend war somit für die vorzeitige Ablösung Rauschers das neue Gemeindeverfassungsgesetz vom 15. Dezember 1933, mit dem auch auf kommunaler Ebene das sog. Führerprinzip eingeführt worden war, wonach kein – wenn auch demokratisch gewählter – Amtsträger ohne NSDAP-Parteibuch im Amt verbleiben konnte.

### Privatleben
Rauscher heiratete am 19. Juni 1903 Margarethe Thimm.
Er wurde auf dem Bornstedter Friedhof in Potsdam bestattet.